# Писар
Пѝсар е човек, който професионално се занимава с преписване на книги и документи на ръка.
Професията на писаря, която преди е разпространена в един или друг вид във всички съществуващи писмени култури, губи своята значимост с развитието на книгопечатането. В началото писарите водят делата на големи земевладелци, царе; водят хрониката на храмове и градове, преписват различни текстове, включително свещените писания. По-късно от професията на писаря се развиват такива сфери на дейност, като журналистика, счетоводство, юриспруденция.

## Древен Египет
Древноегипетският писар е човек, специално обучен на изкуството да пише с езика на йероглифите, а също да владее йератическото и, като се започне от втората половина на първото хилядолетие, и демотическото писмо, както и аритметиката. Писарите почти винаги са мъже, принадлежащи към тази част от обществото, която днес бихме нарекли заможна средна класа. Основа на тяхната дейност е бюрокрацията при двора на фараоните, водене делата в армиите и храмовете. Работата на писарите се предава по наследство, синовете от малки се възпитават с оглед на това, че след няколко години обучение в училищата ще заемат мястото на баща си.
Всъщност, по-голямата част от информацията за Древен Египет ни е достъпна само благодарение работата на писарите: под техен надзор е ставало изграждането на различни монументи; те старателно са записвали различните укази и икономически документи; много истории, разпространявани в устен вид сред низшите класове на египетското общество, разкази на чужденци и странници, са дошли до нас само защото са били записани от писари, често случайно.
Професията на писаря се смятала за престижна, те са били част от двора на фараоните и били освободени от плащане на данъци и от служба в армията. Заедно със занаятчиите и художниците, писарите вземали активно участие в украсяването с йероглифи на гробници, домове, реликви, статуи, мебели.
Съществувала даже отделна богиня – Сешат, съответстваща на професията на писарите

## Древна Месопотамия
Писмеността в Древна Месопотамия възниква, съдейки по всичко, от необходимостта да се документират различни търговски сделки. Фактически ранните образци на месопотамската писменост са дълги клинописни списъци и таблици, нанесени на глинени таблички от специално обучени на аритметика и грамота писари. Едва по-късно започват да се появяват записи на различни астрономически наблюдения и даже литературни произведения. Например, едно от най-известните е Епос за Гилгамеш. Освен глинени таблички, месопотамските писари активно са използвали и папируси.

## Древен и съвременен Израел
За най-древен еврейски писар се смята самият пророк Моисей (XIV в. пр.н.е.), написал 13-те свитъка на Тората. Правилото да се ползват само ръкописни Свитъци с Тората, тфилин и мезуза осигуряват непрекъснатото съществуване на професионални преписвачи на свещените текстове на юдаизма до наши дни.
По време на Вавилонския плен на евреите Соломоновият храм е разграбен и изгорен, заедно с него са унищожени някои манускрипти. Приблизително след 70 години евреите, предхождани от Ездра – писар, учен човек и първосвещеник, се връщат в Йерусалим. Ездра канонизира набор от правила за писарите, благодарение на което до нас са дошли точни, на практика идентични текстове.
След завладяването и разграбването на Йерусалим от Римската империя еврейските писари, вече живеещи в Европа, продължават да преписват Танах, ползвайки същите правила. До 1947 г. най-старото копие на Танах е версията от приблизително 895 г. от н.е. Но през 1947 г. един бедуински овчар открива пещера с много голямо количество ръкописи, датирани към периода от 250 г. пр.н.е. до 68 г. пр.н.е. Тъй като религиозното правило е, че манускрипти, съдържащи името Божие, не бива да се унищожават, тях винаги са ги оставяли в различни „тайници“ или в гробове. Сравнението показва, че копия с разлика от около хилядолетие, макар и не без отделни грешки, но са учудващо точни.
Професията на писар при евреите във всички времена се е ползвала с особена почит.

## Средните векове
Професията на писарите бурно се развива през Средновековието: с разпространението на христианството в Европа и на исляма в Азия, с разпространението на лихварството, търговското и банково дело търсенето на писари неизменно расте. В Европа писари стават предимно монаси. Първите скриптории (работилници по преписване на ръкописи) се появяват през VI—VII в. в Южна Италия, във Франция, Ирландия, Испания.
С развитието на книгопечатането професията на писаря постепенно изчезва.

## Войскови писар
В Казашкото хетманство една от изборните длъжности е била длъжността войскови писар. Той се избирал от ръководството на войската заедно с атамана. Длъжността се смятала за много почетна, за нея избирали казак, който е сред най-образованите и умните. Освен войсковия писар, никой друг нямал право да пише и изпраща документи от името на казачеството. Писарят също така водел вътрешните и външни отношения на войската, бил член на войсковото управление и пазител на войсковия печат.